# シェアキスラブ
『シェアキスラブ』は、杉山美和子による日本の漫画。

## 登場人物
花井 小梅（はない こうめ）
田舎からやってきたピュア女子。
如月 柚（きさらぎ ゆず）
人と触れ合えない超潔癖男子。
鈴木 杏太
柚の友達で同居人。チャラ男。
如月 葵（きさらぎ あおい）
柚の兄。

## 書誌情報

### コミックス
- 杉山美和子 『Tシェアキスラブ』 小学館 〈Sho-Comiフラワーコミックス〉、全2巻
  1. 2018年2月26日発売[1]、ISBN 978-4-09-139785-0
  2. 2018年3月26日発売[2]、ISBN 978-4-09-870012-7